# Hermann von Mittnacht

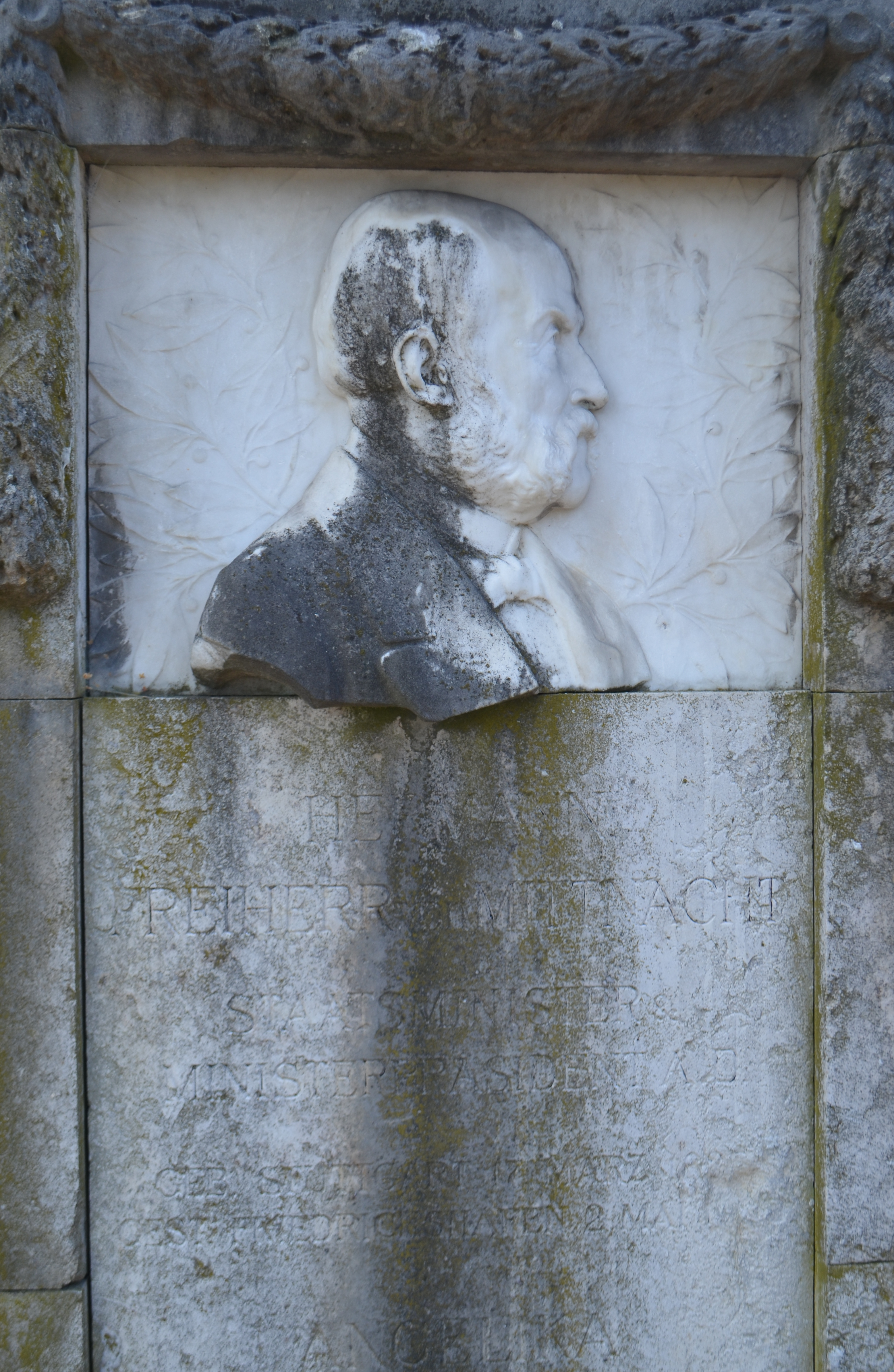
Hermann von Mittnacht

Hermann von Mittnacht, född 17 mars 1825 i Stuttgart, död 1 maj 1909 i Friedrichshafen, var en württembergsk friherre och politiker. 
Mittnacht blev 1861 medlem av württembergska lantdagens andra kammare och 1867 justitieminister. Han var en av de konservativas ledare och tillhörde 1868–70 partikularisterna i tyska tullparlamentet, men fick likväl, sedan han i augusti 1870 efter Karl von Varnbüler blivit ministärens chef, ledningen av de förhandlingar med Bayern och Nordtyska förbundet, som föregick Württembergs inträde i Tyska riket. Mittnacht övertog 1873 jämväl utrikesministerportföljen, lämnade 1878 justitieportföljen, blev 1876 ministerpresident och 1880 även kommunikationsminister samt representerade Württemberg i förbundsrådet från Tyska rikets grundläggning, tills han i november 1900 tog avsked från sina ministerämbeten. Han upphöjdes 1887 i friherrligt stånd. 
Mittnacht skrev memoararbetena Erinnerungen an Bismarck (1904, ny följd 1905) och Rückblicke (1909).